# スペースX Crew-7
スペースX Crew-7はクルードラゴン宇宙船による、NASA商業乗員飛行としては7回目、有人軌道飛行としては11回目の飛行。このミッションは2023年8月26日に打ち上げられた。Crew-7ミッションでは1名のNASA飛行士、ジャスミン・モグベリ、1名のESA飛行士、デンマークのアンドレアス・モーゲンセン、1名のJAXA飛行士、古川聡、1名のロスコスモス飛行士、コンスタンチン・ボリソフを国際宇宙ステーションに輸送する。モーゲンセンはアメリカ人以外では初めてクルー・ドラゴンのパイロットとして搭乗した。

## クルー
| 地位                        | 宇宙飛行士                                                                 | 宇宙飛行士                                                                 |
| --------------------------- | -------------------------------------------------------------------------- | -------------------------------------------------------------------------- |
| 船長                        | ジャスミン・モグベリ, NASA 第69 / 70次長期滞在 1回目の宇宙飛行             | ジャスミン・モグベリ, NASA 第69 / 70次長期滞在 1回目の宇宙飛行             |
| 操縦士                      | アンドレアス・モーゲンセン, ESA 第69 / 70次長期滞在 2回目の宇宙飛行        | アンドレアス・モーゲンセン, ESA 第69 / 70次長期滞在 2回目の宇宙飛行        |
| 第1ミッションスペシャリスト | 古川聡, JAXA 第69 / 70次長期滞在 2回目の宇宙飛行                           | 古川聡, JAXA 第69 / 70次長期滞在 2回目の宇宙飛行                           |
| 第2ミッションスペシャリスト | コンスタンチン・ボリソフ, ロスコスモス 第69 / 70次長期滞在 1回目の宇宙飛行 | コンスタンチン・ボリソフ, ロスコスモス 第69 / 70次長期滞在 1回目の宇宙飛行 |

| 地位                        | 宇宙飛行士                              | 宇宙飛行士                              |
| --------------------------- | --------------------------------------- | --------------------------------------- |
| 船長                        | マシュー・ドミニク, NASA                | マシュー・ドミニク, NASA                |
| 操縦士                      | マイケル・バラット, NASA                | マイケル・バラット, NASA                |
| 第1ミッションスペシャリスト | ジャネット・エップス, NASA              | ジャネット・エップス, NASA              |
| 第2ミッションスペシャリスト | アレクサンダー・グレベンキン, Roscosmos | アレクサンダー・グレベンキン, Roscosmos |

## ミッション
スペースXが運用する7回目の商業上員輸送計画のミッションは2023年8月26日に打ち上げられた。このミッションの欧州担当分はフギンと呼ばれる。
Crew-8到着の1週間後、Crew-7はISSからドッキング解除して地球に帰還し、2024年3月12日にフロリダ近くのメキシコ湾に着水した。

## ギャラリー
スペースX Crew-7
- 打ち上げ前のCrew-7の宇宙飛行士
- フロリダの第39発射施設で直立するファルコン9とクルードラゴン エンデュランス
- ISSにドッキングしたクルードラゴン エンデュランス